# Pedro Molina (caricaturista)
Pedro Javier Molina Blandón es un caricaturista nicaragüense que ha trabajado en el medio Confidencial.

## Carrera
Molina se vio forzado a salir de Nicaragua a los diez años, escapando la guerra civil de los años 80, cuando Daniel Ortega era presidente. Posteriormente regresó al país, donde ha sido caricaturista del medio digital Confidencial. En 2018 fue galardonado por la Sociedad Interamericana de Prensa (SIP) con el Premio en la categoría de Caricatura. Molina tuvo que volver a irse en diciembre del mismo año, después de que la policía de Daniel Ortega mató a un periodista, encarceló a otros dos, y saqueó la oficina de Confidencial, tomando su sala de redacción.
En 2019 recibió el premio María Moors Cabot, otorgado por la Universidad de Columbia de Nueva York, siendo el tercer nicaragüense galardonado con el premio, después de Pedro Joaquín Chamorro Cardenal y Carlos Fernando Chamorro Barrios, padre e hijo, en 1977 y 2010 respectivamente. El mismo año fue incluido por Americas Quarterly en el Top 5 de humoristas políticos de América Latina.